# Crosbycus
Crosbycus is een geslacht van hooiwagens uit de familie Ceratolasmatidae.
De wetenschappelijke naam Crosbycus is voor het eerst geldig gepubliceerd door Roewer in 1914. 

## Soorten
Crosbycus omvat de volgende 5 soorten:
- Crosbycus dasycnemus
- Crosbycus goodnighti
- Crosbycus graecus
- Crosbycus pentelicus
- Crosbycus speluncarum

(Crosbycus anatolicus = Pyza anatolica (Roewer, 1959))